# Górne Wymiary
Górne Wymiary (niem. Oberausmaß) – wieś w Polsce położona w województwie kujawsko-pomorskim, w powiecie chełmińskim, w gminie Chełmno.

## Podział administracyjny
| SIMC    | Nazwa       | Rodzaj                          |
| ------- | ----------- | ------------------------------- |
| 1028176 | Wybudowanie | część wsi (zniesiona w 2023 r.) |

W latach 1954–1961 wieś należała i była siedzibą władz gromady Górne Wymiary, po jej zniesieniu w gromadzie Dolne Wymiary. W latach 1975–1998 miejscowość administracyjnie należała do województwa toruńskiego.

## Demografia
Według Narodowego Spisu Powszechnego (III 2011 r.) wieś liczyła 304 mieszkańców. Jest siódmą co do wielkości miejscowością gminy Chełmno.